# Zona Militar de Comodoro Rivadavia
Die Zona Militar de Comodoro Rivadavia (ZMCR) war eine administrative Region erster Ebene in Argentinien, die zwischen 1944 und 1955 von den Provinzen (damals noch Nationalterritorien) Chubut und Santa Cruz abgetrennt war und sich unter Kontrolle der Streitkräfte befand. Hauptstadt war Comodoro Rivadavia. Sie umfasste 97.748 km², die grob mit dem Gebiet zwischen dem Golf San Jorge und den südlichen Voranden zusammenfielen.

## Umfang
Das Gebiet umfasste die Departamentos Río Senguer, Escalante, Sarmiento und den Süden von Florentino Ameghino in Chubut sowie den Norden von Deseado und Lago Buenos Aires in Santa Cruz. Die nördliche Grenze war der Breitengrad 44°45', die westliche die Flüsse Río Senguer und Río Chico, die südliche fiel mit dem Río Deseado zusammen. Bereits im Oktober 1944 wurde das Territorium erweitert und insbesondere im Westen bis zur Grenze zu Chile ausgedehnt.

## Administration
Auf dem Gebiet befanden sich zu dieser Zeit die wichtigsten Erdölförderungsanlagen Argentiniens. Grund der Gründung der Zone war die Befürchtung, infolge des Zweiten Weltkrieges könnten ausländische Mächte eine Invasion der Zone planen, da die Küstenlinie sehr dünn besiedelt und nur wenig gesichert ist. Dem sollte durch eine verstärkte militärische Kontrolle des Gebietes vorgebeugt werden. Als Gouverneure wurden jeweils hochrangige Funktionäre der Streitkräfte eingesetzt, die vom Präsidenten ernannt wurden.